# Carlos Costa (economista)
Carlos da Silva Costa GOIH (Oliveira de Azeméis, Cesar, 3 de novembro de 1949) é um economista português.

## Biografia
Licenciado em Economia pela Faculdade de Economia da Universidade do Porto em 1973, pós-graduado e investigador na Universidade de Paris I (Sorbonne) entre 1981 e 1982, frequentou também o Programa de Gestão para Executivos (Senior Management Programme) do INSEAD em 1998.
A 30 de Janeiro de 2006 foi feito Grande-Oficial da Ordem do Infante D. Henrique.
Foi Vice-Presidente do Banco Europeu de Investimento entre 2007 e 2010.
Foi o 17.º Governador do Banco de Portugal, nomeado a 7 de Junho de 2010, tendo sucedido no cargo a Vítor Constâncio, e reconduzido em 2015 por mais cinco anos.

## Condecorações
- Grande-Oficial da Ordem do Infante D. Henrique (30 de Janeiro de 2006)